# (29112) 1981 EZ33
A (29112) 1981 EZ33 a Naprendszer kisbolygóövében található aszteroida. Schelte J. Bus fedezte fel 1981. március 1-jén.